# Eleições legislativas portuguesas de 1919
As eleições legislativas portuguesas de 1919 foram realizadas no dia 11 de maio, sendo eleitos os 163 deputados da Câmara dos Deputados e os 71 senadores do Senado. Os deputados foram eleitos em círculos com listas plurinominais. Foram as primeiras eleições gerais após o interregno sidonista.
O novo parlamento iniciou a sessão em 29 de maio de 1919 e manteve-se em funções até à sua dissolução em 1 de junho de 1921.

## Resultados Nacionais
| Partido                 | Partido                           | Votos   | +/-  | %    | Deputados | +/-   | Senadores | +/-     |
| ----------------------- | --------------------------------- | ------- | ---- | ---- | --------- | ----- | --------- | ------- |
|                         | Partido Democrático               |         | 55,0 | -    | 86 / 163  | -     | 36 / 71   | -       |
|                         | Partido Republicano Evolucionista |         | 22,0 | -    | 38 / 163  | -     | 27 / 71   | -       |
|                         | Partido da União Republicana      |         | 10,0 | -    | 17 / 163  | -     | 0 / 71    | -       |
|                         | Independentes                     |         | 13,0 |      | 13 / 163  | 8     | 7 / 71    | 17      |
|                         | Partido Socialista Português      |         | 13,0 |      | 8 / 163   | -     | 0 / 71    | -       |
|                         | Centro Católico Português         |         | 13,0 |      | 1 / 163   | 4     | 1 / 71    | Estável |
| Votos Inválidos         |                                   |         |      |      |           |       |           |         |
| Total                   | Total                             | 300 000 | 100  |      | 163       | 8     | 71        | 1       |
| Eleitorado/Participação | Eleitorado/Participação           | 500 000 | 60,0 | 24,0 | Fontes:   | [ 1 ] | [ 1 ]     | [ 1 ]   |